# Banksia integrifolia subsp. monticola
Banksia integrifolia subsp. monticola K.R.Thiele, comúnmente conocida como banksia blanca de montaña, es una subespecie de Banksia integrifolia Labill. ex Meisn. Descrita en 1994, crece en las Montañas Azules en el norte de Nueva Gales del Sur. Contiene los árboles de banksia más grandes que se hayan registrado.

## Descripción
B. integrifolia subsp. monticola es similar a B. integrifolia subsp. integrifolia, pero difiere en que tiene las hojas más grandes y angostas, y folículos que están más profundamente incrustados en la vieja espiga floral. Los folículos tienen menos probabilidad de abrirse espontáneamente. Las inflorescencias son similares a la de la subespecie integrifolia, pero puede tener un matiz rosa en algunas localidades, notableblemente en el Parque nacional Cumbres Barrington. La subespecie contiene los especímenes más grandes Banksia que se hayan registrado, con árboles en  Washpool National Park creciendo hasta 35 metros de alto.

## Taxonomía
Por muchos años la subespecie fue considerada una forma montana de B. integrifolia subsp. compar, sin embargo se sabe ahora que es más cercana a B. integrifolia subsp. integrifolia ambos fenéticamente y genéticamente. Se identificó como subespecie separada en 1991 por Gwen Harden. En 1994, Kevin Thiele confirmó su estatus de subespecie y lo publicó como Banksia integrifolia subsp. monticola K.R.Thiele. El epíteto de la subespecie monticola se refiere a su distribución montana, y se deriva del latín mons, que significa "montaña", y cola que significa "habitante".

## Distribución y hábitat
A diferencia de las otras subespecies de B. integrifolia, B. integrifolia subsp. monticola crece bastante tierra adentro, en las Montañas Azules entre Mount Wilson y New England National Park. Crece en suelos fértiles derivados de rocas ígneas por encima de los 650 metros, mientras las otras subespecies solo crecen en altitudes debajo de los 500 metros, y generalmente se asocian con suelos infértiles derivados de roca sedimentaria.

## Cultivos y usos
Es una planta muy apreciada por su resistencia a las heladas. Hay una planta que crece en Sir Harold Hillier Gardens, Inglaterra.